# Jordan Gavaris
Jordan James Gavaris (Caledon, 25 de Setembro 1989) é um ator canadense, mais conhecido por co-estrelar Felix Dawkins na série Orphan Black da BBC e Jasper Bartlett na série Unnatural History do Cartoon Network.

## Biografia
Jordan nasceu em Caledon (Ontário), Canadá. Ele é o caçula entre três irmãos.

## Carreira
Gavaris fez sua estréia no cinema no filme independente canadense, 45 R.P.M. ao lado de Michael Madsen, Kim Coates, e Amanda Plummer.  Em 2010, Gavaris co-estrelou a série live-action do Cartoon Network Unnatural History. Gavaris co-estrelou o drama Orphan Black    para a BBC America e o Canada's Space.